# 추민기
추민기(본명: 추신영, 1984년 7월 19일 ~)는 대한민국의 배우이다. 2009년 MBC 드라마 《친구, 우리들의 전설》로 데뷔하였다. 그의 형은 현 KBO 리그 SSG 랜더스 구단주 보좌역 겸 육성총괄 추신수이다.

## 출연작
- 2009년 《친구, 우리들의 전설》 MBC 드라마 - 중기 역. 중호의 동생
- 2012년 《응답하라 1997》 tvN 드라마 - 고등학생 추신수 역[1] (특별출연)
- 2012년 영화 《타워》  - 여의도 1조역(단역)

## 학력
- 백제예술대학 뮤지컬과

## 가족
- 아버지는 아마추어 복싱과 수영 선수를 지낸 추소민
- 형은 SSG 랜더스 구단주 보좌역 겸 육성총괄 추신수
- 외숙부는 SSG 랜더스의 2군 감독 박정태이다.